# Modliszów

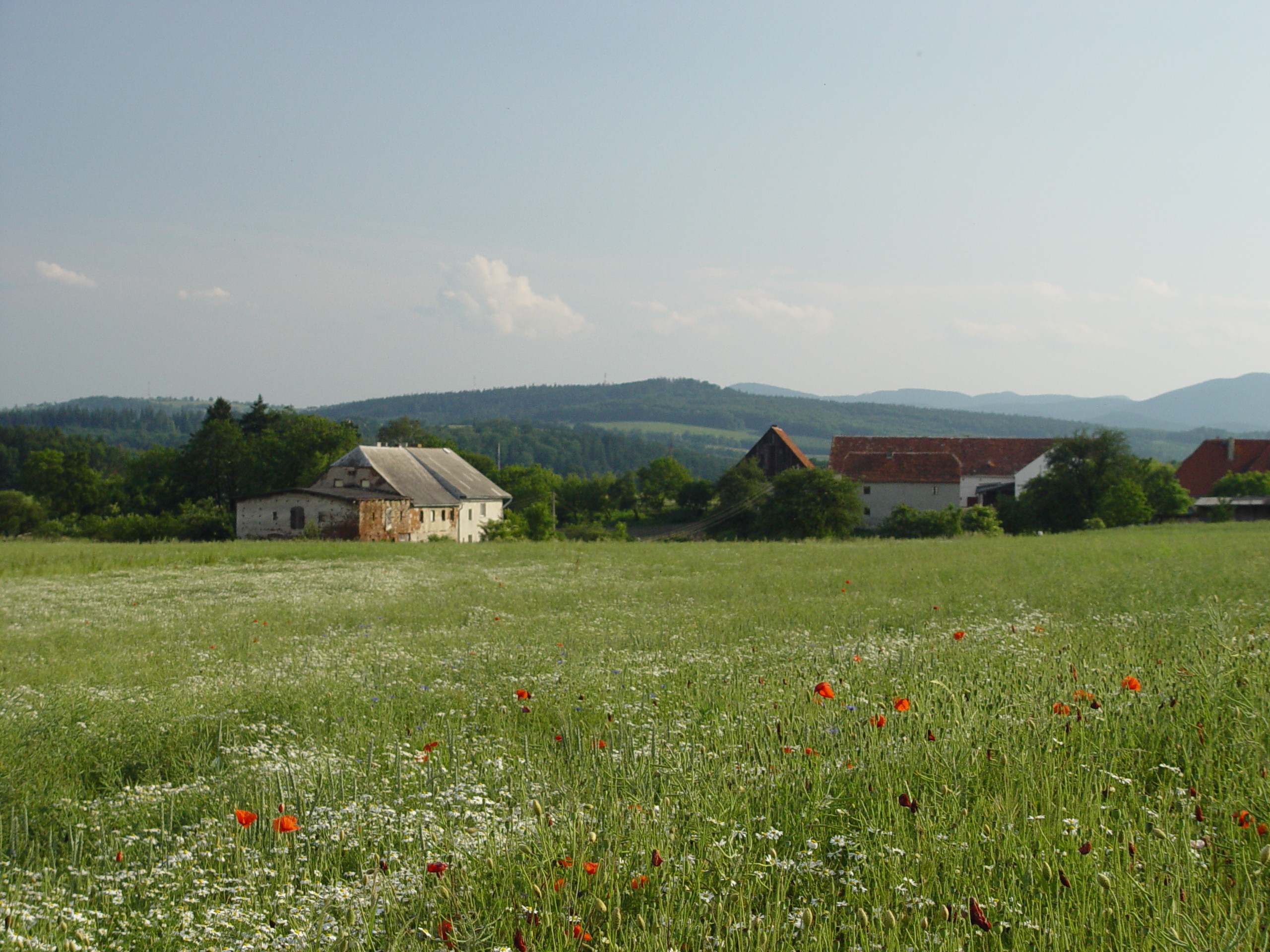
Modliszów

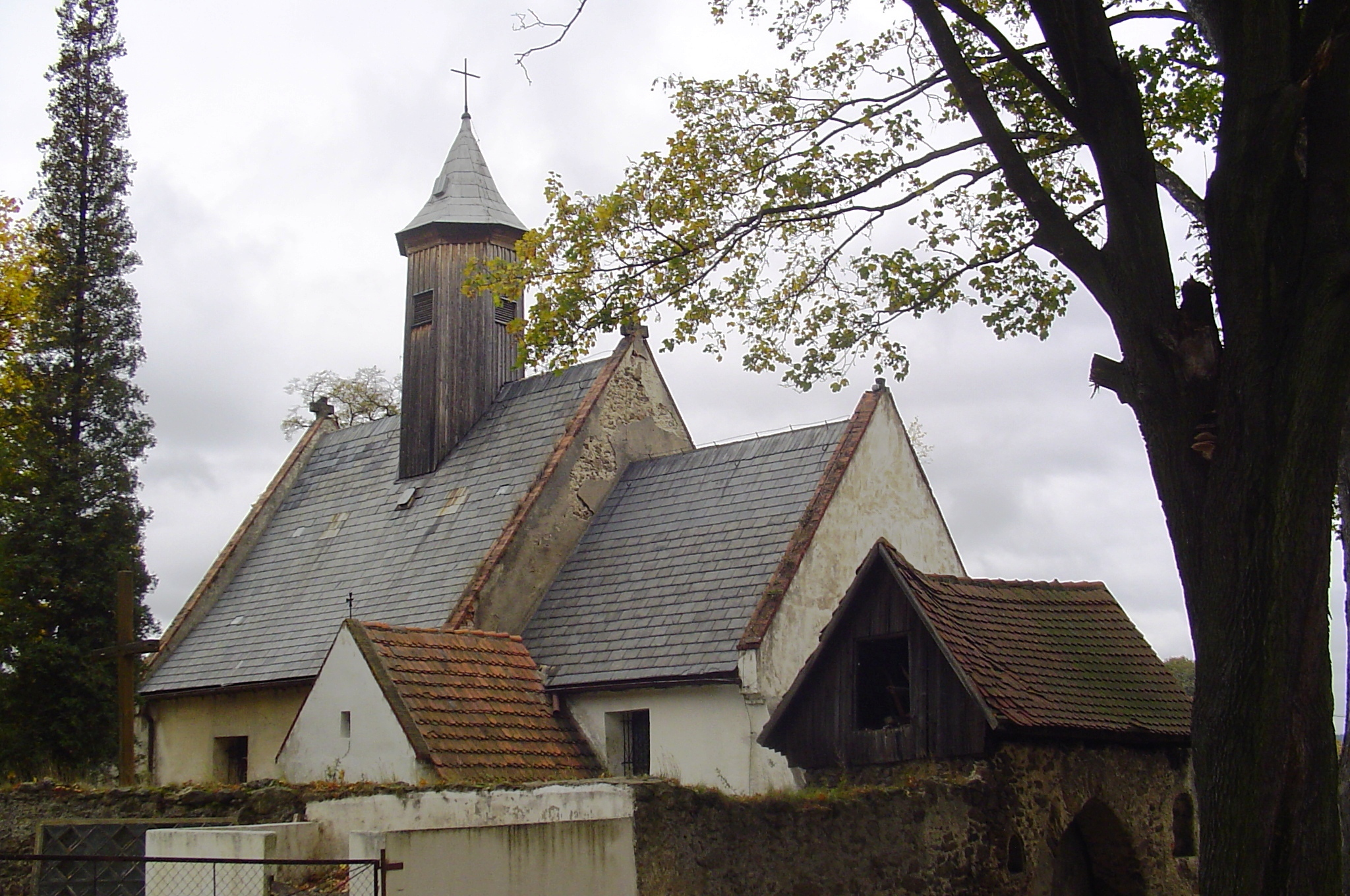
St. Bartholomäus

Modliszów (deutsch Hohgiersdorf auch Hochgiersdorf; schlesisch Hohgierschdurf) ist ein Ort in der Landgemeinde Świdnica (Schweidnitz) im Powiat Świdnicki der Woiwodschaft Niederschlesien in Polen.

## Lage
Modliszów liegt sieben Kilometer südlich von Świdnica (Schweidnitz) und 59 Kilometer südwestlich von Breslau.
Nachbarorte sind Pogorzała (Seifersdorf) im Nordwesten, Dziećmorowice (Dittmannsdorf) im Südwesten, Witoszów Górny (Ober Bögendorf) im Norden, Witoszów Dolny (Ober Bögendorf) im Nordosten, Bystrzyca Górna (Ober Weistritz) im Südosten, Burkatów (Burkersdorf) im Osten. 

## Geschichte
Die Ersterwähnung erfolgte 1318 als Herzog Bernhard dem Grüssauer Abt Heinrich II. Camerarius (1312–1332) die von Joachim von Peschen erkaufte Schölzerei in „Gerhardi villa“ übergab. Hohgiersdorf gehörte zum Herzogtum Schweidnitz, das nach dem Tod des Herzogs Bolko II. von Schweidnitz 1368 erbrechtlich an die Krone Böhmen, wobei Bolkos II. Witwe Agnes von Habsburg bis zu ihrem Tod 1392 ein Nießbrauch zustand. 1324 ist das Kirchenpatronat in „Geirhartsdorph prope Swiedenicz“ urkundlich erwähnt, womit auch die Existenz einer Kirche bewiesen ist. 1532/39 überließ der Grüssauer Abt Franciscus Büthner (1517–1533) das Dorf mit Schölzerei, Ober- und Niedergerichten der Stadt Schweidnitz. Der Ort wurde somit Kämmereidorf. Pfandinhaber war 1538 Siegmund von Seidlitz-Schmellwiz (evtl. auf Schmellwitz?). 
Nach dem Ersten Schlesischen Krieg fiel Hohgiersdorf 1741/42 mit dem größten Teil Schlesiens an Preußen. 1785 zählte das Dorf eine katholische Kirche, eine Pfarrwohnung, zwei Schulhäuser, 26 Bauern, einen Gärtner, 26 Häusler, eine Wassermühle und 362 Einwohner. 1845 waren es 78 Häuser, eine Freischoltisei, 697 Einwohner, davon 139 katholisch und der Rest evangelisch, eine katholische Kirche, eine evangelische und eine katholische Schule, 96 Baumwollstühle und vier Leinwebstühle, zwei Fleischer, 12 Maurer, drei Zimmergesellen und 13 Handwerker. Etwas außerhalb lag die sogenannte goldene Waldmühle, eine Wasser- und Sägemühle. Evangelisch war Hohgiersdorf seit ihrer Gründung zur Kirche im benachbarten Dittmannsdorf gepfarrt.
Hohgiersdorf gehörte bis 1945 zum Landkreis Schweidnitz. 1874 erfolgte die Gründung des Amtsbezirkes Hohgiersdorf. Amtsverwalter war der Bürgermeister von Hohgiersdorf.
Als Folge des Zweiten Weltkriegs fiel Hohgiersdorf mit dem größten Teil Schlesiens 1945 an Polen und wurde in Modliszów umbenannt. Die deutschen Einwohner wurden – soweit sie nicht schon vorher geflohen waren – vertrieben. Die neu angesiedelten Bewohner waren teilweise Zwangsumgesiedelte aus Ostpolen, das an die Sowjetunion gefallen war.

## Sehenswürdigkeiten
- Die römisch-katholische Filialkirche St. Bartholomäus (polnisch Kościół św. Bartłomieja w Modliszowie) wurde im 15. Jahrhundert erbaut und im 19. Jahrhundert umgebaut. Zur Ausstattung gehören u. a. zwei barocke Altäre und ein hölzernes Taufbecken aus der Zeit um 1710. In der Reformationszeit wurde die Kirche evangelisch und 1630/54 rekatholisiert. Sie war vor 1945 Filialkirche der katholischen Kirche in Ober-Weistritz.